# Złodzieje Rowerów (zespół muzyczny)
Złodzieje Rowerów – jedna z czołowych polskich grup hardcore punkowych lat 90. XX wieku.
Zespół powstał wiosną 1993 w Zambrowie, pod wpływem filmu „Złodzieje rowerów” włoskiego neorealisty Vittorio De Sica. Używają też nazwy ZXRX.
Muzykę ZXRX powszechnie określa się jako emo/hardcore, wywodzący się w prostej linii od amerykańskiego zespołu Verbal Assault.
Złodzieje Rowerów grali m.in. z takimi zespołami jak: Apatia, Harum-Scarum, As Friends Rust, Highscore, Lvmen, Homomilitia, Resisters czy Inner Terrestrials. Zespół wielokrotnie brał udział w imprezach wspierających takie inicjatywy jak np. Amnesty International, Food Not Bombs, Federacja Zielonych, Anarchistyczny Czarny Krzyż czy squatting. Odbył kilka tras koncertowych odwiedzając Francję, Anglię, Niemcy, Austrię, Białoruś, Litwę czy Łotwę.
Zespół na koncie ma cztery albumy – „Złodzieje Rowerów”, „Emo'la”, „Ten Moment” oraz najnowszy z kwietnia 2009 – „…Gdy Wrzała Krew”. Od początku istnienia związany był z warszawską wytwórnią niezależną – Refuse Records. Członkowie ZXRX współtworzyli również inne zespoły: JUDY 4, OREIRO, APRIL, SANCTUS JUDA, KARMA, TOKARZ INFERNO.
26 kwietnia 2010 zespół został rozwiązany.
8 listopada 2012 roku w Kinie Forum w Białymstoku miała miejsce premiera filmu dokumentalnego o zespole „Punk Rock Według Złodziei Rowerów” w reżyserii Przemysława Tymińskiego.
18 grudnia 2010 roku odbył się ostatni pożegnalny koncert grupy Złodzieje Rowerów w klubie Centralnym Domu Qultury (CDQ) w Warszawie, który był emitowany w 2013 roku w TVP Kultura.

## Skład
- Jacek – wokal
- Adam – gitara
- Tomek – gitara
- XGrześX – gitara
- Dżodżo – bas
- Krzysztof – perkusja